# Fontecchio
Fontecchio è un comune italiano di 282 abitanti della provincia dell'Aquila in Abruzzo, nella valle dell'Aterno.
Appartiene alla Comunità montana Sirentina ed al Parco naturale regionale Sirente-Velino.

## Storia

### Civiltà Italica
Gli albori di questo borgo, seppur di modeste dimensioni e collocato in un luogo ancor oggi ben lontano dalle frenesie della modernità, vanno ricercati in epoca remota, al tempo dei popoli italici, cui sono da attribuire i siti archeologici rinvenuti in località "Il Castellone" (948 metri s.l.m.) e "Monte San Pio" (1005 metri s.l.m.).
Nonostante non si sappia con esattezza quale tra i Vestini,Marsi, oppure Peligni, fossero le popolazioni che abitarono anticamente il tratto della valle dell'Aterno oggi parte del Comune di Fontecchio; le tracce in muratura, la necropoli ed altri reperti rappresentano inequivocabilmente esempi ancora pressoché intatti di centri fortificati italici.
Inoltre, non lontano dal sito del Monte San Pio, venne individuato un tracciato carrozzabile, probabilmente di derivazione dell'Iter Superequum, che passava per il Castellone per poi dirigersi verso Opi e poi Peltuinum.

### Epoca romana
Numerose e ben visibili sono le emergenze architettoniche di tipo romano, rinvenibili in gran parte del territorio comunale.
Tra queste possiamo facilmente notare il basamento del tempio dedicato a Giove ove poi venne edificata la Chiesa di Santa Maria della Vittoria (la quale oltretutto conserva anche un'iscrizione che riporta il nome degli "Aufigenates", antica popolazione vestina); la cisterna nel cortile e la torre d'angolo del Palazzo Corvi, in pieno centro abitato; la pavimentazione in laterizio disposta a spina di pesce dietro l'abside della chiesa relativa al Convento di San Francesco (probabilmente a testimonianza di un antico manufatto di tipo sacrale).
Tali ritrovamenti evidenziano nettamente l'importanza di tale territorio nell'antichità, costituendo un vero e proprio Castrum, ricco di testimonianze e leggende, tra cui quella che vede in San Pio il luogo di ultima dimora (Montagna di Pilato) niente meno che di Ponzio Pilato. Il ritrovamento in tempi recenti di resti di edifici romani ha stimolato ulteriormente questa leggenda.

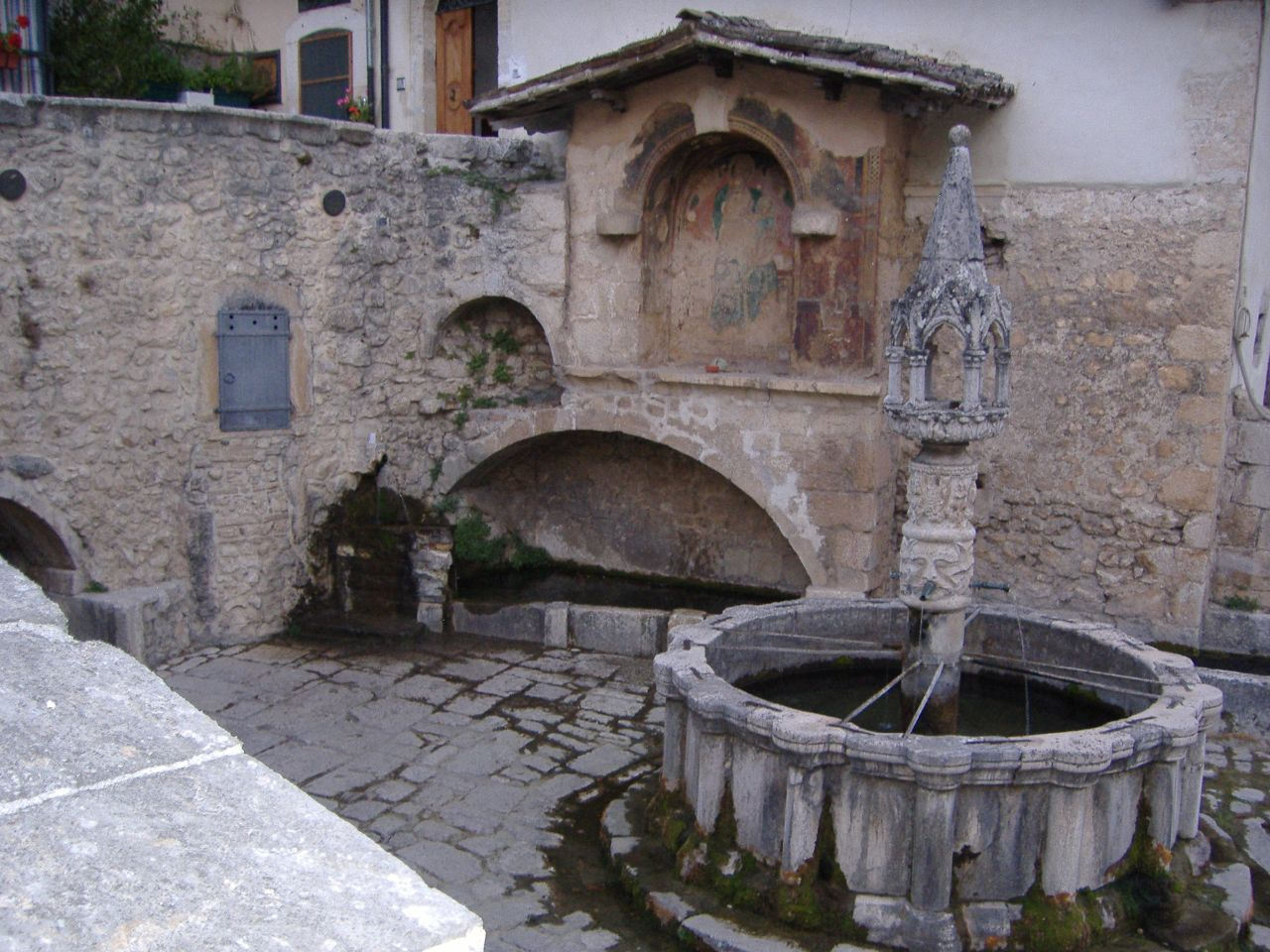
La fontana

### Dalle invasioni barbariche al XIV secolo
Le continue scorrerie da parte delle popolazioni settentrionali all'interno dell'Impero Romano, susseguitesi dal II fino a tutto il V secolo d.C., intaccarono anche i territori circostanti l'attuale borgo di Fontecchio, inducendo così gli abitanti della valle ad aggregarsi e a dar vita a veri e propri centri abitati.
Intorno all'XI secolo i piccoli vicus di San Giovanni, San Pietro, Sant'Arcangelo, San Felice e "Fons Tichiae", si unirono dando vita al "Castrum Fonticulanum"; ma, sebbene uniti per ragioni di sicurezza, inizialmente tali piccole realtà mantennero ognuna una propria chiesa, fondando solo intorno al 1080-1095 la comune parrocchia di Santa Maria della Pace, tutt'oggi sede parrocchiale del paese.
Grazie allo storiografo aquilano Anton Ludovico Antinori, si apprendono ulteriori frammentarie notizie collocabili in epoca basso medioevale.
Due sono i riferimenti principali, di cui l'Arcivescovo Antinori, nel XVIII secolo, ci dà menzione: nel 1145 Fontecchio è feudo di Gualtiero di Gentile, contribuendo alle milizie dello stesso con due soldati a cavallo; nel 1360, invece, il paese risulta appartenere alla diocesi "Valvense", con ben quattro chiese (San Pietro, San Biagio, Santa Maria a Graiano e San Nicola).

### Gli assedi del 1425 e del 1648:la leggenda dei cinquanta rintocchi
La storia di Fontecchio sembra entrare bruscamente nel vivo nel XV secolo, quando, a partire dal maggio del 1425, la quasi totalità dei castelli del circondario dell'Aquila vengono cinti d'assedio dallo spregiudicato condottiero mercenario Braccio da Montone, detto "Fortebraccio".
Se per i restanti borghi del circondario la resa fu il naturale epilogo dell'invasione subìta, tutto ciò non avvenne per Fontecchio.
Anzi, grazie alle gesta ed al coraggio dei suoi abitanti, il tutto arditamente narrato nel De bello Bracciano Aquilae gesto dell'illustre Girolamo Pico Fonticulano, il paese riuscì a respingere l'attacco delle truppe mercenarie, anche attraverso l'aiuto di un altro nobile condottiero fontecchiano del tempo, accorso a dar manforte ai propri concittadini: Rosso Guelfaglione (membro della famiglia Benedetti, originaria del posto, di cui fa parte anche l'astrologo del XVI secolo Giulio Cesare, che predisse il papato al futuro Sisto V).
L'episodio che però sembra assurgere a simbolo e tradizione di Fontecchio è senza dubbio rappresentato dall'assedio del 1648 ad opera delle truppe spagnole, logica conseguenza dei moti popolari che incendiarono il Regno di Napoli nell'anno 1647. Durante la sommossa contro gli spagnoli, capeggiata dal genovese Giovanni Grillo, generale di Enrico II duca di Guisa (1614 † 1664) che aspirava al trono di Napoli, gli abitanti del castello di Fontecchio resistettero all’assedio
Non le fonti più attendibili, parlano di un assedio durato una decina di giorni, bensì fonti frammentarie e popolari ci tramandano una versione dei fatti che ad oggi impernia in maniera così evidente il simbolismo e la ritualità della civiltà fontecchiana da non poterne tralasciare il racconto.
Infatti, si narra, l'assedio durò ben cinquanta giorni ed il paese, ormai allo stremo delle forze, fu liberato dal coraggio della Marchesa Corvi, la nobildonna Giulia Muzj (o Muzi oppure Muti), vedova di Pompeo Corvi, barone di Fontecchio, la quale, dal suo palazzo, tirò un colpo di spingarda colpendo a morte il capo degli assalitori e liberando così il borgo.
Ancora oggi ogni sera, a ricordo di tale episodio, l'orologio della Torre batte cinquanta rintocchi, mescolando così storia, leggenda, tradizione, fierezza ma soprattutto respiro di tempi lontani ancora impregnati nei vicoli e nelle mura di Fontecchio.

### Terremoti
Fontecchio fu gravemente danneggiata dal terremoto dell'Aquila del 1703, ed in seguito anche da quello del 2009.

### Simboli
Lo stemma e il gonfalone sono stati concessi con decreto del presidente della Repubblica del 16 luglio 1996.
Nello stemma è rappresentata in campo d'azzurro una fontana che richiama quella trecentesca di piazza del Popolo, fiancheggiata da due leoni. Sotto lo scudo su lista bifida svolazzante di azzurro il motto "Fedeltà".
Il gonfalone è un drappo di giallo.

## Monumenti e luoghi d'interesse

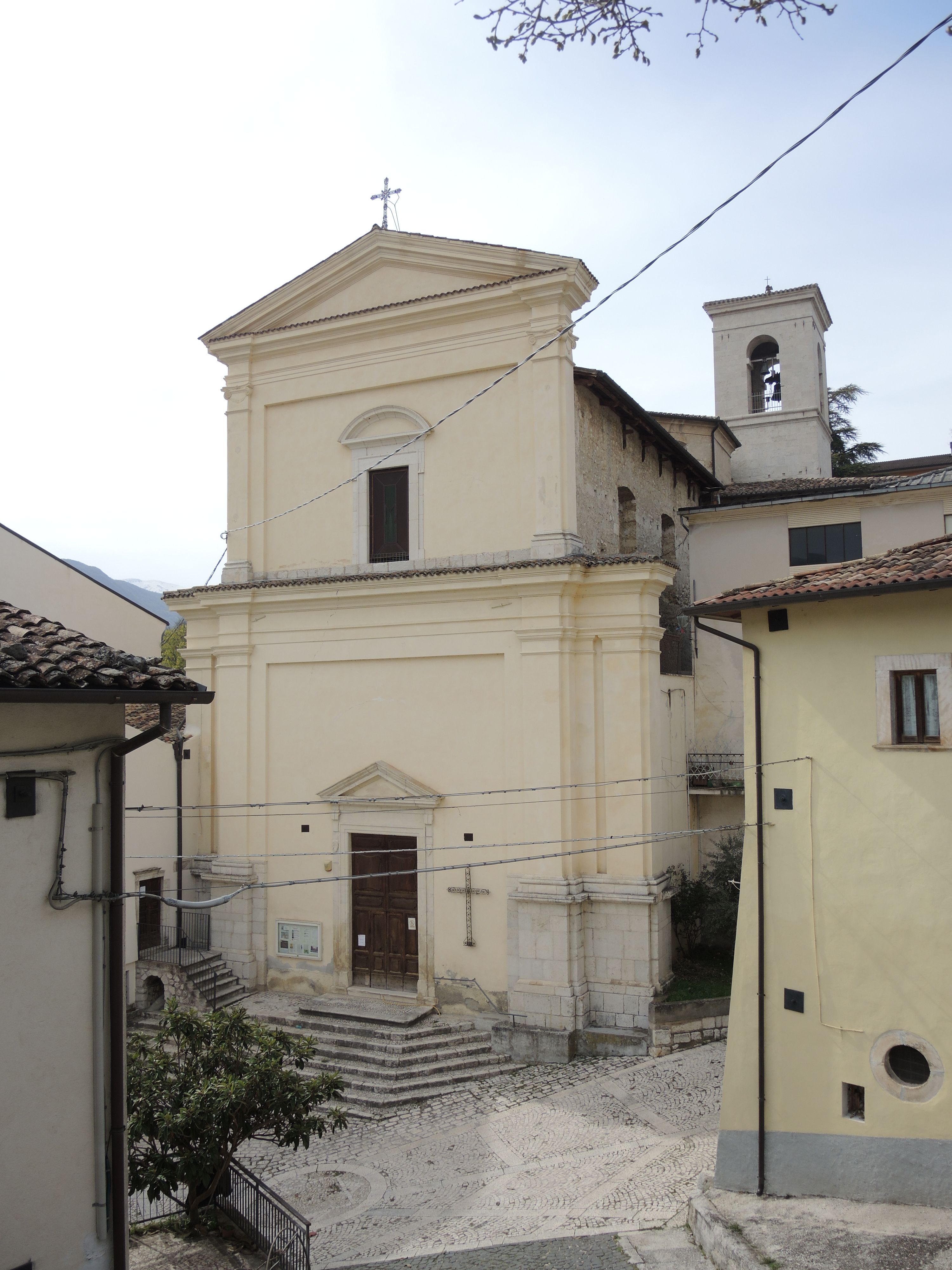
Chiesa di Santa Maria della Pace

### Architetture religiose
- Chiesa parrocchiale di Santa Maria della Pace: si trova in Piazza del Popolo e risale al XVIII secolo, ricostruita dopo il terremoto del 1703. La chiesa ha pianta rettangolare a navata unica, con bracci del transetto leggermente sporgenti e abside rettangolare. Il campanile è a torre, la facciata è molto sobria, divisa da cornice marciapiano, con doppia fila di paraste laterali. Il portale ha timpano triangolare, sormontato da finestrone centrale con timpano curvilineo. L'interno è a navata unica e conserva una statua lignea medievale.

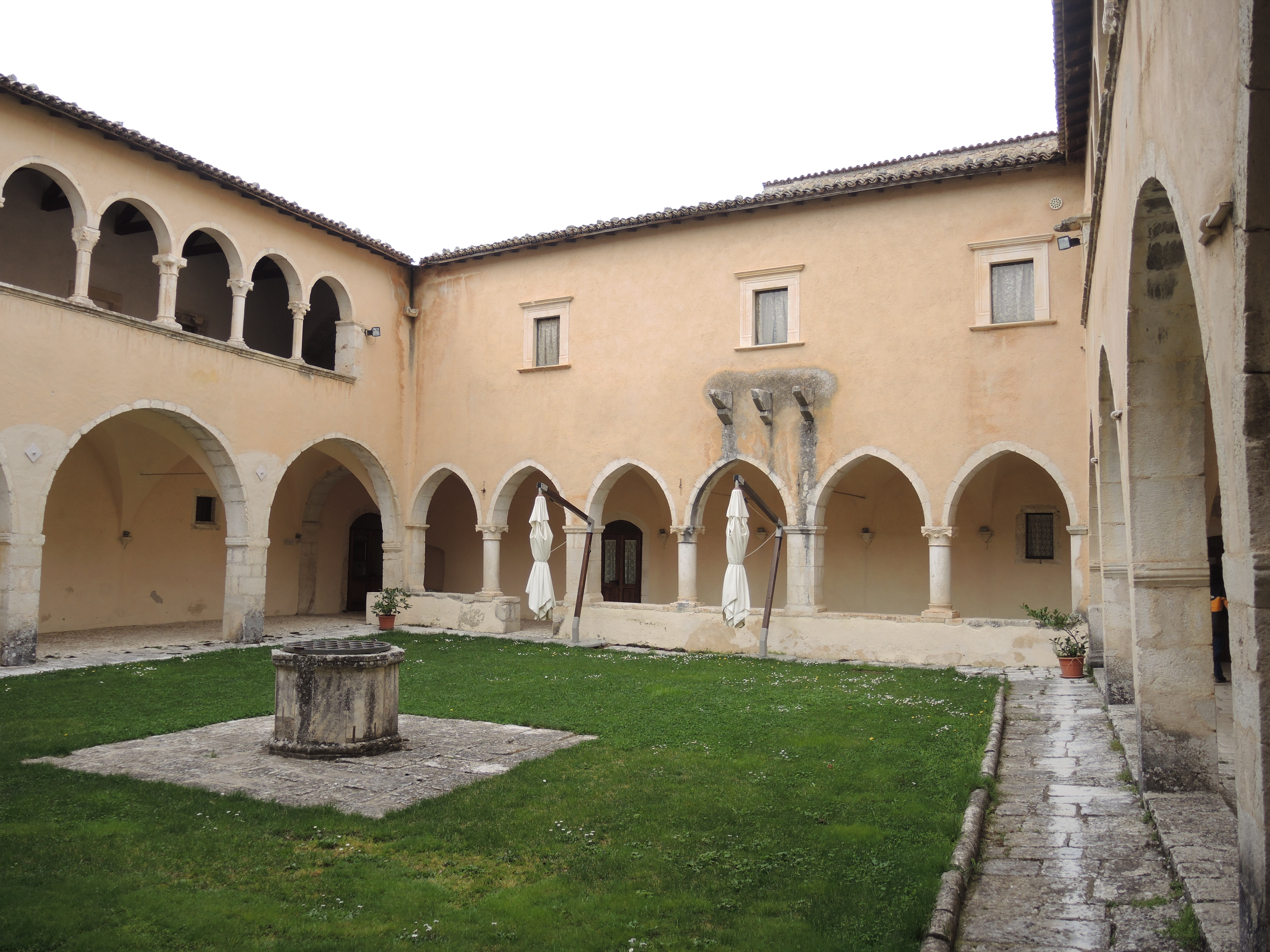
Convento di San Francesco d'Assisi

- Convento di San Francesco d'Assisi: è la chiesa più interessante del borgo, situata in contrada San Pio. Il monastero fu costruito nel XIII secolo, e fu ristrutturato dopo il 1703. La chiesa mostra evidenti stratificazioni dei vari rifacimenti, ha pianta rettangolare a navata unica con il coro quadrato, voltato a crociera, mentre la navata è coperta da volte a botte. Le pareti mostrano parti di affreschi medievali di scuola di Giotto, intervallate da arcate cieche. A sinistra presso l'ultima parasta si trova una porta quattrocentesca che immette nel convento. Il chiostro è ornato da affreschi con storie di Maria Maddalena. La facciata del convento è molto povera, con solo il portale romanico di interesse. Infatti è visibile il rifacimento incompiuto dopo i danni del 1703 nella parte superiore.
- Ex chiesa di San Nicola: era la principale chiesa dentro le mura di Fontecchio. Il terremoto di Avezzano del 1915 l'ha gravemente danneggiata e per questo non è stata ricostruita, ma è conservata come un sito archeologico, di cui si legge la pianta rettangolare, con parti del presbiterio con l'edicola votiva ancora intatto.
- Chiesa della Madonna delle Grazie: piccola chiesa quattrocentesca in stile rinascimentale, con la facciata a coronamento orizzontale e il portale romanico.

### Architetture civili

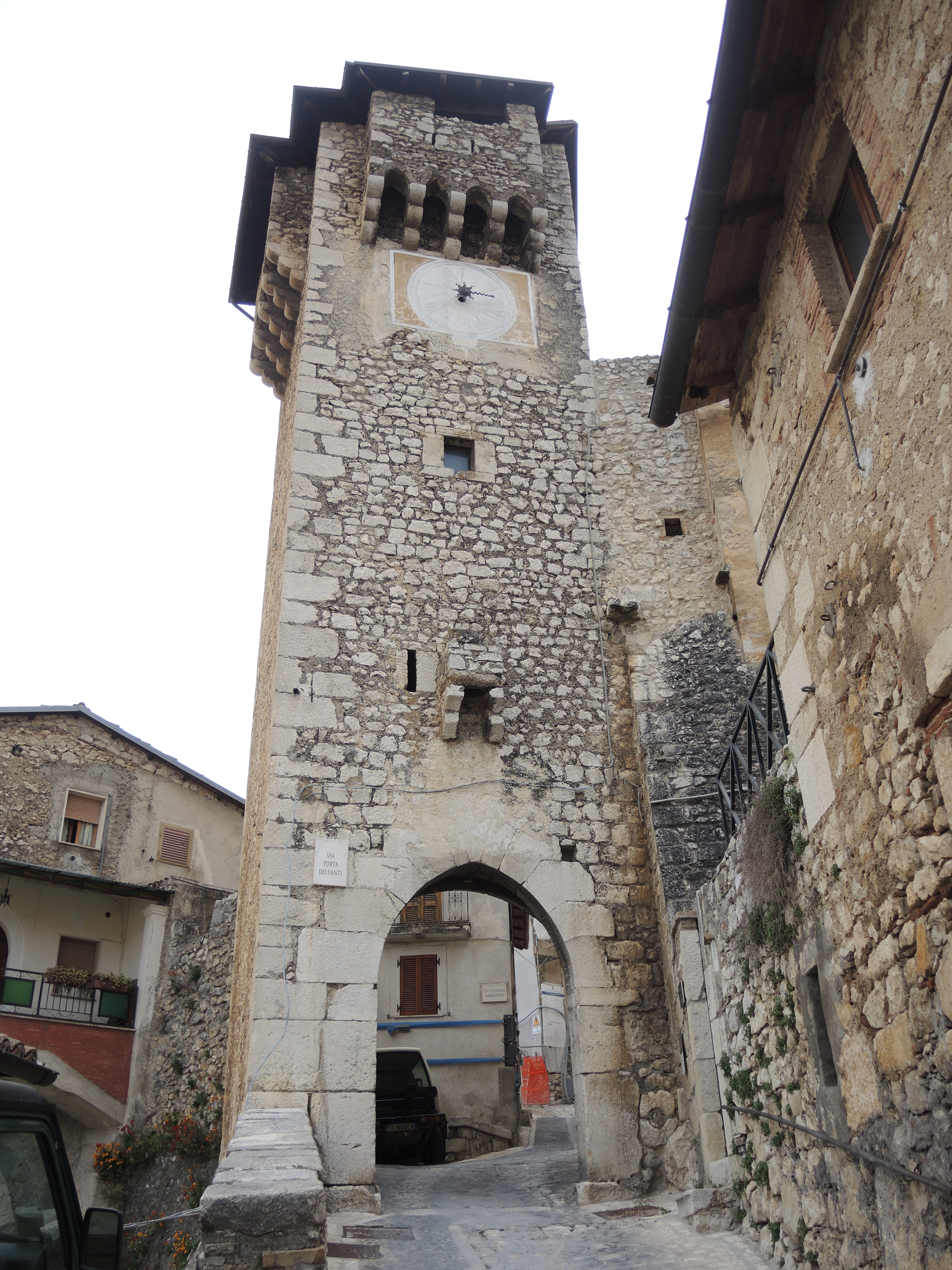
Torre dell'orologio e Porta dei Santi

#### Porte
- Porta Castello: porta della prima fascia muraria, presso il palazzo Corvi. Ha semplice arco a tutto sesto.
- Porta dei Santi: si trova inglobata nella torre dell'orologio, ed ha arco a sesto acuto.
- Porta da Piedi: si trova inglobata in un piccolo edificio nella parte bassa del borgo, ha semplice arco a tutto sesto composto in blocchi.
- Porta dell'Orso: arco trecentesco a sesto acuto, di matrice gotica.

#### Castelli e torri

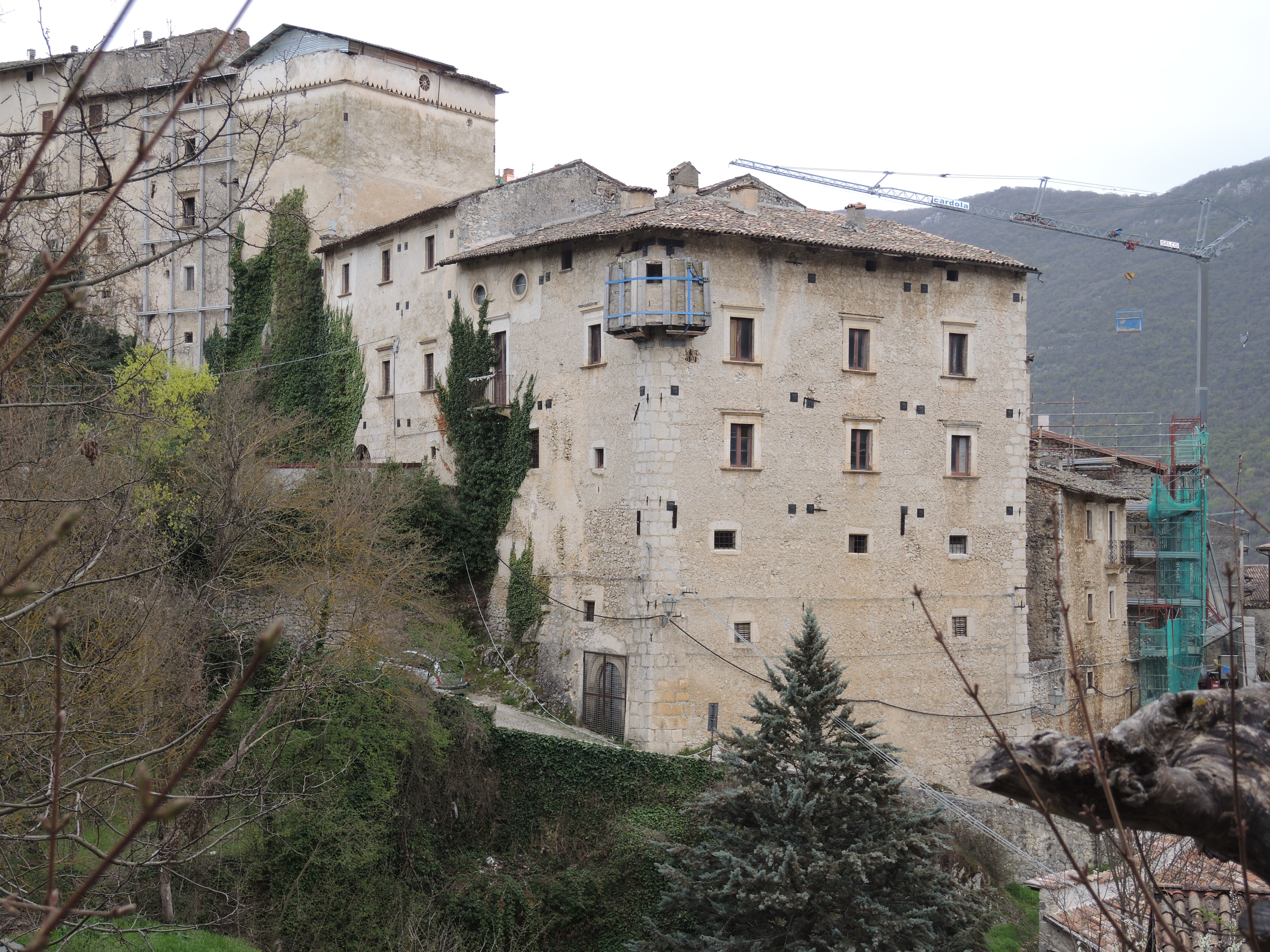
Palazzo baronale Corvi

- Torre dell'Orologio: uno dei monumenti più rappresentativi di Fontecchio, è una parte della vecchia cinta muraria. Presenta spesse mura impostate su una base rocciosa, ed ha pianta parallelepipeda. I prospetti a nord e ad est hanno feritoie e caditoie su beccatelli, presso il lato nord c'è un orologio rinascimentale. Presso l'arco gotico si trova un affresco della Madonna col Bambino; ciò che spicca è l'orologio, molto antico, con quadrante all'italiana, diviso in sei ore. L'ingranaggio suona ogni sera 50 rintocchi in ricordo dei morti di un assedio del 1648, da parte degli spagnoli, fu annessa al palazzo dei Baroni Muzj.  Ospita l'esposizione "Lo spazio della memoria" sul terremoto dell'Aquila del 2009

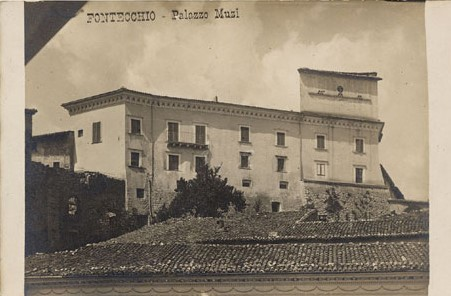
palazzo baronale Muzj

- palazzo baronale MuzjPalazzo baronale Muzj: in posizione sopraelevata, fortificato con torri riadattate. Dalla grande facciata, su due e tre livelli con loggiati e ampie aperture. Particolarmente interessanti i portali a est con conci di chiave finemente scolpiti.
- Palazzo baronale Corvi: in posizione dominante, mostra le stratificazioni dei secoli, con una torre medievale inglobata. Oggi appare come una dimora gentilizia fortificata, con portico quattrocentesco presso la cisterna, con volte a vela e loggiato sovrastante. Il palazzo dopo l'assalto spagnolo fu modificato in residenza signorile e tra i feudatari ci fu la famiglia Corvi. Presso la strada di via Palazzo si trovano gli alloggi della servitù e le stalle. Presso le cantine si trova un monumentale affresco di santo, del 1690, con lo stemma del casato.

#### Fontane

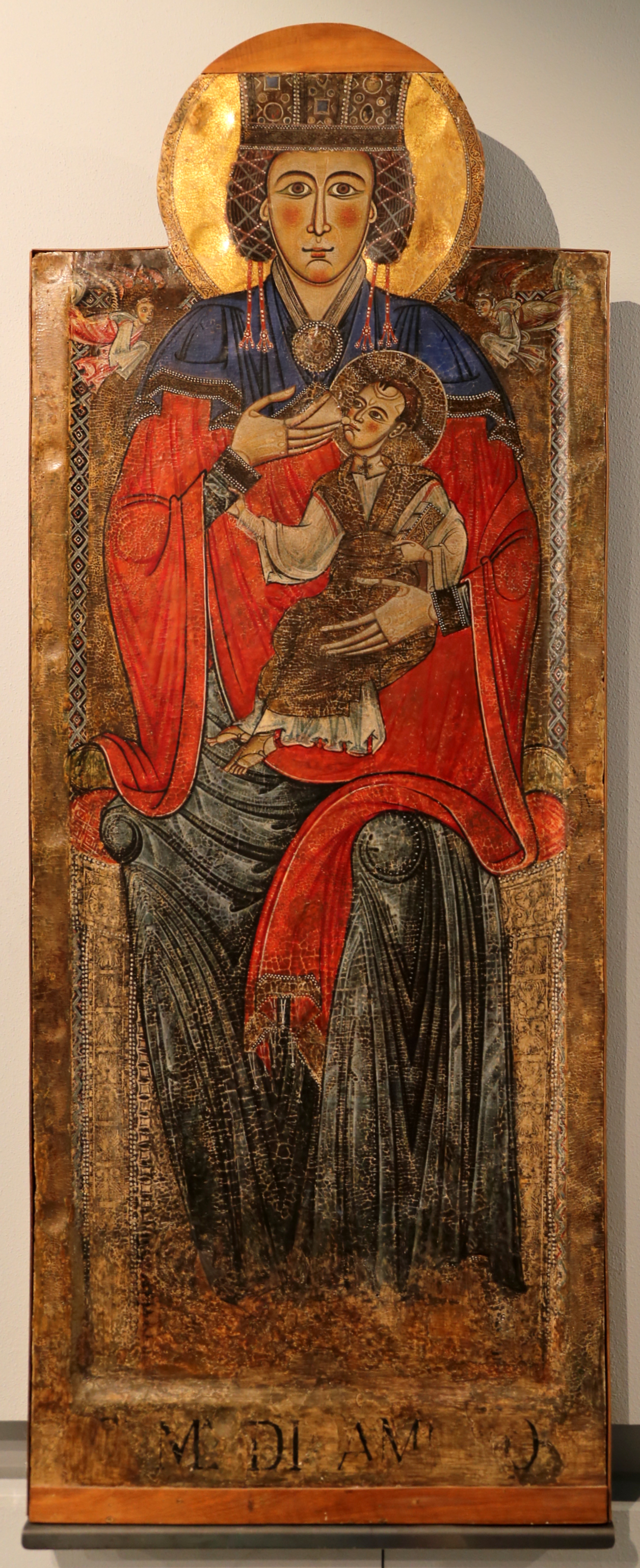
Madonna "de Ambro", dalla chiesa di Santa Maria a Grajano in contrada San Pio, ora nel MUNDA a L'Aquila

- Fonte trecentesca: in Piazza del Popolo, ha aspetto analogo a fonti monumentali medievali della zona di Viterbo, e in origine era usata dai mastri delle botteghe che sorgevano a ridosso delle mura. La fontana fa parte di un complesso che ingloba anche un muro con edicola votiva, ornata da affresco rinascimentale della Madonna col Bambino tra angeli. La fontana ha una vasca circolare di base,  con archetti trilocali che dividono lo spazio, al cui centro si innalza una colonna circolare con figure vegetali e umane, dalle cui bocche escono le cannelle (14 mascheroni in tutto), che termina con una lanterna ottagonale a finestrelle gotiche, con cuspide finale conica.

### Aree naturali

#### Il Parco regionale del Sirente-Velino e la media valle dell'Aterno

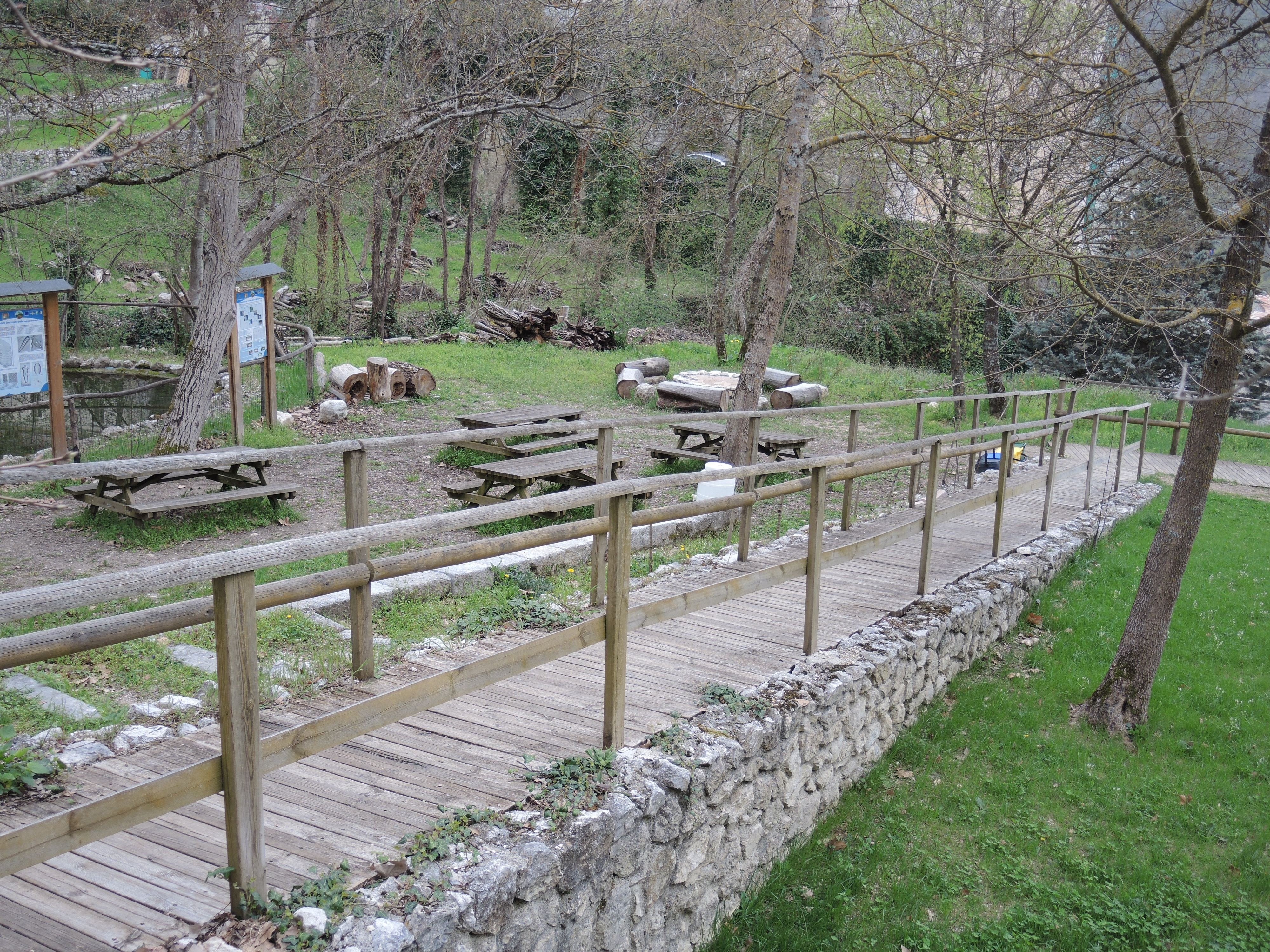
Oasi di Fontecchio

Il territorio del comune di Fontecchio è situato all'interno del Parco naturale regionale Sirente-Velino, area naturale protetta, caratterizzata a nord-nordest dalla valle dell'Aterno, ad ovest dalla piana di Campo Felice, a sud dalla conca del Fucino.
La grande varietà geografica del territorio in questione permette di evidenziare l'alternanza di emergenze geomorfologiche che spaziano dai severi massicci del monte Sirente, del monte Velino, dei monti della Magnola, dalle impetuose Gole di Celano, passando per gli affascinanti tavolati dell'altopiano delle Rocche e dei Piani di Pezza; il tutto contrapposto ai dolci paesaggi della valle dell'Aterno, ove si colloca il comune di Fontecchio.
Scontato appare quindi sottolineare lo stretto collegamento tra varietà morfologica e ricchezza del patrimonio fauno-floristico, caratterizzato dalla presenza di rare specie vegetali ed animali. In particolare la Valle, dominata dal fiume Aterno, che nel territorio fontecchiano abbassa sensibilmente il proprio alveo e si presenta limpido riuscendo a smaltire gli scarichi fognari del capoluogo, si presenta come una dolce conca verde chiusa ad ovest da rilievi medio alti morbidi e dalle linee mai severe. Ad una prima occhiata, infatti, il borgo di Fontecchio si svela come adagiato in un letto verde, protetto dalla natura e sorvegliato a distanza dalla maestosità del monte Sirente con il suo carattere prettamente dolomitico. La vegetazione boschiva è costituita principalmente da cerro, carpinus e vari tipi di acero.
Nei pressi del centro storico si trova l'Oasi di Fontecchio, con un centro visita ospitata all'interno di una conceria medievale, un'area per la fauna selvatica ed una zona picnic.

## Società

### Evoluzione demografica
Abitanti censiti

## Cultura

### Cucina
Il comune di Fontecchio rientra fra quelli in cui è consentito l'uso della Denominazione di origine protetta dello Zafferano dell'Aquila.

### Cinema
A Fontecchio è stata girata parte del film Una ballata bianca di Stefano Odoardi (2007).

## Geografia antropica

### Frazioni
L'unica frazione è quella di San Pio. Fino alla prima metà del XX secolo il comune comprendeva anche la frazione di Santa Maria del Ponte, in seguito passata al comune di Tione degli Abruzzi.

## Infrastrutture e trasporti

### Strade
Il comune di Fontecchio è attraversato dalla Strada statale 261 Subequana (oggi strada regionale).

### Ferrovie
La parte di fondovalle del territorio comunale è attraversata dalla ferrovia Sulmona-L'Aquila, linea secondaria a binario unico e trazione diesel, che lo serve con la fermata di Fontecchio, posta a circa 2,3 km dal paese.

## Amministrazione
| Periodo        | Periodo        | Primo cittadino       | Partito                                                                                        | Carica  | Note         |
| -------------- | -------------- | --------------------- | ---------------------------------------------------------------------------------------------- | ------- | ------------ |
| 23 aprile 1995 | 13 giugno 1999 | Mario Dari Salisburgo | Lista Civica di Centro                                                                         | Sindaco | [ 8 ]        |
| 14 giugno 1999 | 29 marzo 2010  | Fiorangelo Benedetti  | Lista Civica                                                                                   | Sindaco | [ 9 ] [ 10 ] |
| 30 marzo 2010  | in carica      | Sabrina Ciancone      | Lista Civica Fontana monumentale (2010-2015) Lista Civica Dalla parte di Fontecchio (dal 2015) | Sindaco | [ 1 ] [ 11 ] |